# 马开贤
马开贤（1946年10月—），男，回族，云南个旧沙甸人，中华人民共和国伊斯兰教人物、政治人物，曾任中国伊斯兰教协会副会长、中国伊斯兰教经学院副院长、沙甸大清真寺教长、云南省政协副主席、第七、八届全国人大代表，第九、十、十一、十二届全国政协委员。

## 生平
2008年，当选第十一届全国政协委员，代表少数民族界，分入第四十九组。。已退休。
2022年9月，当选中国伊斯兰教协会第一届监事会监事长。